# Culo (Pitbull)
Culo è il singolo di debutto del rapper statunitense Pitbull.

## Descrizione
Il singolo è stato pubblicato nel 2004 come traccia dell'album in studio di debutto del rapper, M.I.A.M.I.. Culo ha visto la collaborazione del rapper Lil Jon.
Anni dopo è stato pubblicato un remix del singolo che ha visto partecipe, oltre a Lil Jon, il rapper statunitense Sean Paul.
Il brano è stato pubblicato dall'etichetta discografica TVT Records.

## Tracce
1. Culo (feat. Lil Jon) – 3:28